# Morotsuka
Morotsuka (jap. 諸塚村 Morotsuka-son) – wieś w Japonii, w prefekturze Miyazaki. Według danych na rok 2020 miejscowość zamieszkiwało 1 486 mieszkańców, a gęstość zaludnienia wyniosła 7,9 os./km².